# Nariman Dscheljal
Nariman Enwerowytsch Dscheljal (ukrainisch Наріман Енверович Джелял, krimtatarisch Nariman Enver oğlu Celâl; * 27. April 1980 in Navoiy) ist ein ukrainischer Aktivist und Diplomat krimtatarischer Herkunft.

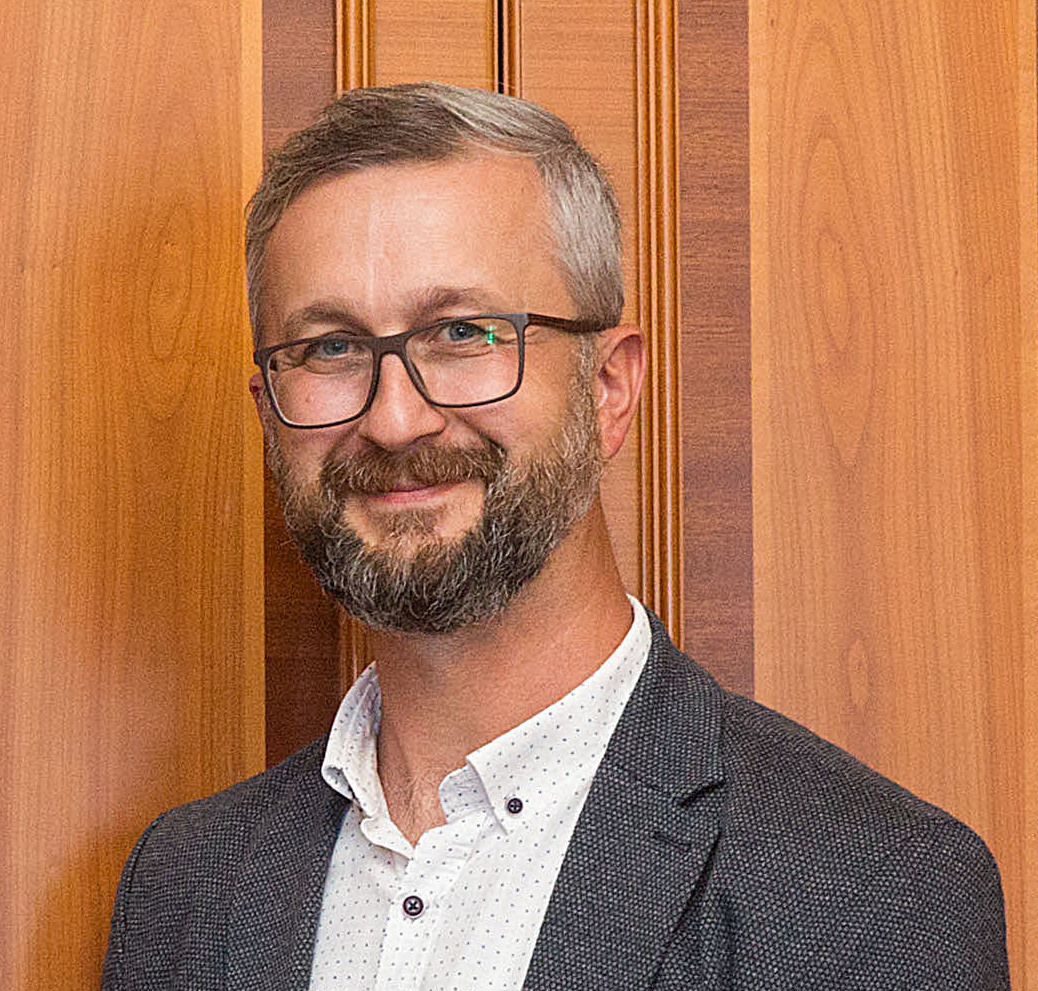
Nariman Dscheljal (2020)

## Biografie
Dscheljal wurde am 27. April 1980 in Navoiy geboren. Im Alter von etwa vier Jahren zog er mit seiner Familie nach Dschankoj. Er studierte Politikwissenschaft an der Nationalen Metschnikow-Universität Odessa. 2013 wurde er stellvertretender Vorsitzender des 
krimtatarischen Selbstvertretungsorgans Mejlis.
Im August 2021 nahm Nariman am internationalen Gipfeltreffen der Krim-Plattform in Kiew teil. Nach seiner Rückkehr im September wurde er russischen Sicherheitskräften  in Simferopol festgenommen. Die russischen Behörden beschuldigten ihn der Beteiligung an einer Sabotage einer Gaspipeline nahe Simferopol. Am 21. September 2022 befand der von Russland kontrollierte Oberste Gerichtshof der Krim Dscheljal der Sabotage für schuldig und verurteilte ihn zu 17 Jahren Gefängnis und einer Geldstrafe von 700.000 Rubel.
Im Rahmen eines Gefangenenaustauschs zwischen der Ukraine und Russland wurde er im Juni 2024 freigelassen. Seit Dezember 2024 ist er ukrainischer Botschafter in der Türkei.